# Tormenta tropical Barry (2001)

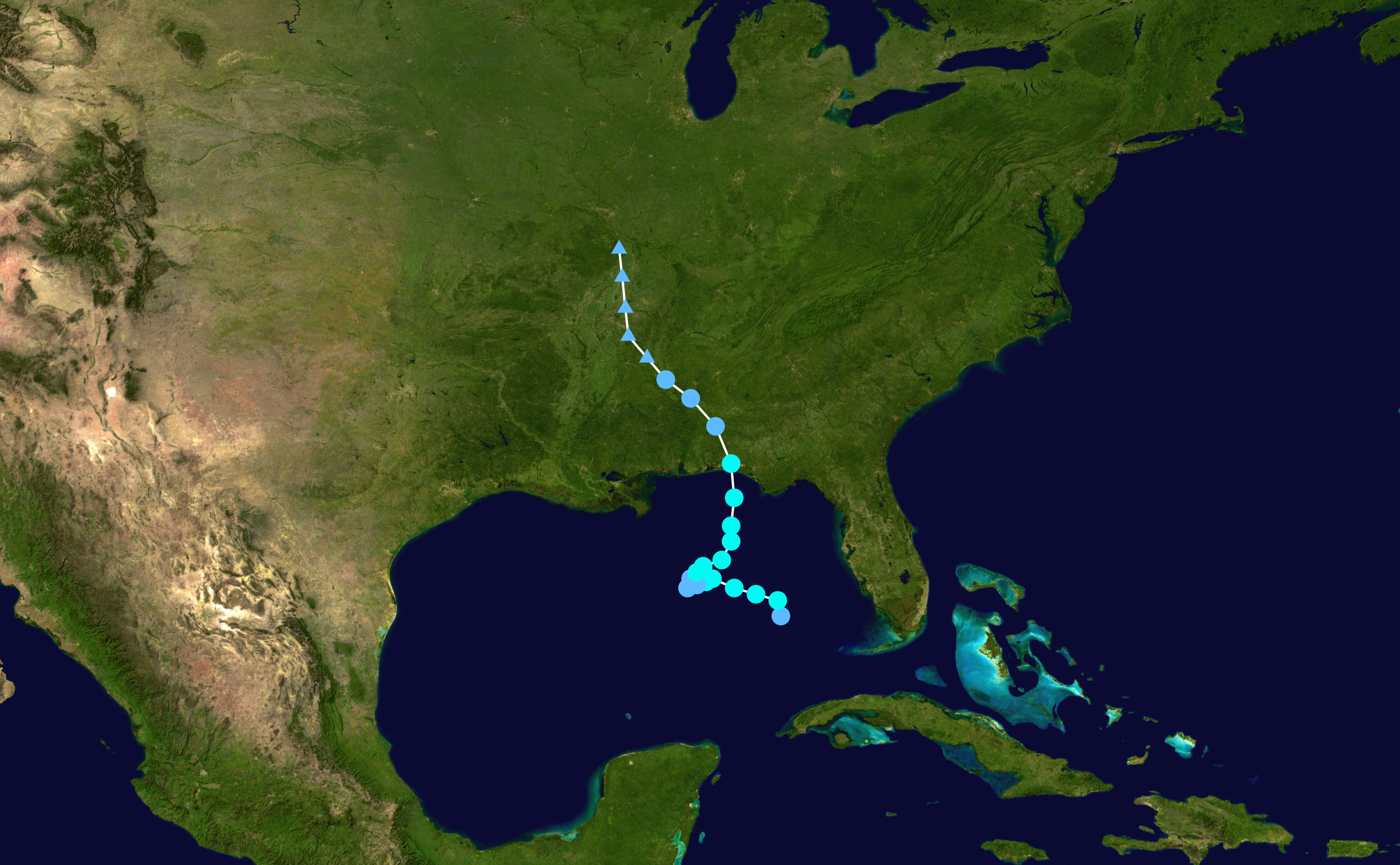
Trayecto de la tormenta.

La tormenta tropical Barry fue la segunda tormenta nombrada de la temporada de huracanes del Atlántico de 2001. Y la segunda tormenta tropical en tocar tierra en los Estados Unidos continental. Barry se formó el 2 de agosto y se movió al norte donde alcanzó su intensidad máxima con 105 km/h y una presión barométrica mínima de 990 milibares antes de tocar tierra firme a lo largo de Florida Panhandle el 6 de agosto, la tormenta cruzó por Alabama como depresión tropical y se disipó el 7 en la parte este de la región del Medio Oeste estadounidense. Siendo una fuerte tormenta tropical, Barry, causó 30 millones de dólares (2001 USD) en daños a través de la costa del golfo estadounidense y 9 muertes (2 relacionadas directamente con la tormenta). Los remantentes de la tormenta trajeron fuertes lluvias al Medio Oeste.